# Fulvestrant
Fulvestrant, được bán dưới tên thương hiệu Faslodex trong số những loại khác, là một loại thuốc dùng để điều trị ung thư vú di căn do thụ thể hoóc-môn (HR) ở phụ nữ sau mãn kinh tiến triển bệnh cũng như ung thư vú tiến triển âm tính HER2 dương tính kết hợp với palbociclib ở phụ nữ có tiến triển bệnh sau khi điều trị nội tiết. Nó được đưa ra bằng cách tiêm bắp.
Fulvestrant là một chất khử thụ thể estrogen chọn lọc (SERD) và là loại đầu tiên được chấp thuận. Nó hoạt động bằng cách liên kết với thụ thể estrogen và làm mất ổn định nó, làm cho quá trình thoái hóa protein bình thường của tế bào phá hủy nó.
Fulvestrant đã được phê duyệt cho sử dụng y tế tại Hoa Kỳ vào năm 2002.

## Sử dụng trong y tế

### Ung thư vú
Fulvestrant được sử dụng để điều trị ung thư vú di căn dương tính thụ thể hoóc môn hoặc bệnh không thể phát hiện tại địa phương ở phụ nữ sau mãn kinh; nó được tiêm bằng cách tiêm  Một đánh giá của Cochrane năm 2017 cho thấy nó an toàn và hiệu quả như liệu pháp nội tiết dòng đầu tiên hoặc dòng thứ hai.
Nó cũng được sử dụng để điều trị ung thư vú di căn hoặc HER2 âm tính tiến triển kết hợp với palbociclib ở phụ nữ tiến triển bệnh sau khi điều trị nội tiết tuyến đầu.
Do thuốc có cấu trúc hóa học tương tự như estrogen, nó có thể tương tác với các xét nghiệm miễn dịch về nồng độ estradiol trong máu và cho thấy kết quả tăng giả. Điều này có thể không đúng cách dẫn đến ngừng điều trị.

### Dậy thì sớm
Fulvestrant đã được sử dụng trong điều trị dậy thì sớm ngoại vi ở những bé gái mắc hội chứng McCune-Albright.

## Chống chỉ định
Fulvestrant không nên được sử dụng ở phụ nữ bị suy thận hoặc đang mang thai.

## Tác dụng phụ
Tác dụng phụ rất phổ biến (xảy ra ở hơn 10% số người) bao gồm buồn nôn, phản ứng tại chỗ tiêm, yếu và transaminase tăng cao. Các tác dụng phụ thường gặp (từ 1% đến 10%) bao gồm nhiễm trùng đường tiết niệu, phản ứng quá mẫn, chán ăn, đau đầu, đông máu trong tĩnh mạch, bốc hỏa, nôn mửa, tiêu chảy, tăng bilirubin, phát ban và đau lưng.

## Dược lý

### Dược lực học
Fulvestrant là một chất chống ung thư hoạt động như một chất đối vận của thụ thể estrogen (ER) và cũng là một chất khử thụ thể estrogen chọn lọc (SERD). Nó hoạt động bằng cách liên kết với thụ thể estrogen và làm cho nó kỵ nước hơn, làm cho thụ thể không ổn định và không phù hợp, từ đó dẫn đến các quá trình bình thường bên trong tế bào làm suy giảm nó.

### Dược động học
Fulvestrant được hấp thu chậm và nồng độ tối đa trong huyết tương (Cmax) đạt được sau khoảng 5 ngày và thời gian bán hủy cuối cùng là khoảng 50 ngày. Fulvestrant liên kết cao (99%) với protein huyết tương bao gồm lipoprotein mật độ rất thấp, lipoprotein mật độ thấp và lipoprotein mật độ cao. Nó dường như được chuyển hóa dọc theo con đường tương tự như steroid nội sinh; CYP3A4 có thể được tham gia, nhưng các tuyến đường không cytochrom dường như quan trọng hơn. Nó không ức chế bất kỳ enzyme CYP450. Loại bỏ gần như tất cả thông qua phân.

## Hóa học
Fulvestrant là một steroid estrane tổng hợp và là một dẫn xuất của estradiol. Một hợp chất alkyl - sulfinyl đã được thêm vào phối tử thụ thể estrogen nội sinh.
Nó được phát hiện thông qua thiết kế thuốc hợp lý, nhưng đã được chọn để phát triển thêm thông qua sàng lọc kiểu hình.

## Lịch sử
Fulvestrant là chất khử thụ thể estrogen chọn lọc đầu tiên được chấp thuận. Nó đã được phê duyệt tại Hoa Kỳ vào năm 2002  và ở Châu Âu vào năm 2004.

## Xã hội và văn hoá

### Đánh giá của NICE
Viện Sức khỏe và Xuất sắc Lâm sàng Quốc gia Anh (NICE) cho biết vào năm 2011 rằng họ không tìm thấy bằng chứng nào Faslodex tốt hơn đáng kể so với các phương pháp điều trị hiện tại, vì vậy việc sử dụng rộng rãi sẽ không được sử dụng tốt cho Dịch vụ Y tế Quốc gia của đất nước. Điều trị Faslodex trong tháng đầu tiên, bắt đầu với liều tải, chi phí £ 1,044,82 ($ 1,666) và các lần điều trị tiếp theo có giá £ 522,41 mỗi tháng. Trong 12 tháng kết thúc vào tháng 6 năm 2015, giá Vương quốc Anh (không bao gồm VAT) của một tháng cung cấp anastrozole (Arimidex), không có bằng sáng chế, có giá 89 pence / ngày và letrozole (Femara) có giá 1,40 bảng / ngày.

### Gia hạn bằng sáng chế
Bằng sáng chế gốc cho Faslodex đã hết hạn vào tháng 10 năm 2004. Các loại thuốc được xem xét theo quy định trước tiếp thị đủ điều kiện gia hạn bằng sáng chế và vì lý do này, AstraZeneca đã gia hạn bằng sáng chế đến tháng 12 năm 2011  AstraZeneca đã nộp bằng sáng chế sau đó. Một phiên bản chung của Faslodex đã được FDA chấp thuận. Tuy nhiên, điều này không có nghĩa là sản phẩm sẽ nhất thiết phải có sẵn trên thị trường - có thể là do bằng sáng chế thuốc và/hoặc loại trừ thuốc. Một bằng sáng chế sau đó cho Faslodex sẽ hết hạn vào tháng 1 năm 2021. Atossa Genetics có một bằng sáng chế cho chính quyền của người đầu tiên vào vú thông qua một máy vi tính được phát minh bởi Susan Love.

## Nghiên cứu
Fulvestrant được nghiên cứu về ung thư nội mạc tử cung nhưng kết quả không hứa hẹn và đến năm 2016 sự phát triển cho việc sử dụng này đã bị từ bỏ.
Bởi vì chất đầu tư không thể được đưa ra bằng miệng, những nỗ lực đã được thực hiện để phát triển các thuốc SERD có thể uống bằng miệng, bao gồm cả brilanestrant và elacestrant. Thành công lâm sàng của Fulvestrant cũng dẫn đến những nỗ lực khám phá và phát triển một nhóm thuốc song song của các chất thoái hóa thụ thể androgen chọn lọc (SARDs).